# گرونس ماریلیه
گرونس ماریلیه (انگلیسی: Garance Marillier؛ زادهٔ ۱۱ فوریهٔ ۱۹۹۸) بازیگر اهل فرانسه است. وی از سال ۲۰۱۱ میلادی تاکنون مشغول فعالیت بوده‌است.
از فیلم‌ها یا برنامه‌های تلویزیونی که وی در آن نقش داشته‌است می‌توان به خام و تیتان اشاره کرد.